# Ośniki
Ośniki – wieś sołecka w Polsce, położona w województwie mazowieckim, w powiecie nowodworskim, w gminie Leoncin.

## Podział administracyjny
W latach 1975–1998 miejscowość administracyjnie należała do województwa warszawskiego.